# エコフェミニズム
エコフェミニズム (ecofeminism) は、エコロジー運動とフェミニズム運動の概念を併せ持った社会的・経済的な思想や活動の総称。「エコロジカル・フェミニズム」とも呼ばれる。
「エコフェミニズム」は1974年、フランス人作家・フェミニストのフランソワーズ・ドボンヌにより提唱された。エコフェミニズムは、「女性の抑圧と自然破壊には関連がある」と考える思想・運動である。
ドボンヌは1974年出版の『フェミニズムか、死か (Le Féminisme ou la mort)』において人類が直面している危機の原因は人口過多と資源破壊であるとし、男性による女性の支配と自然の支配は同じイデオロギーに基づいており、女性の受胎能力と大地の肥沃さの発見が家父長制の誕生につながったと論じた。
最近は、女性の抑圧と自然破壊のみならず、階級支配・人種差別・動物虐待など多種多様な不平等も視野に入れてきている。
また特にポスト構造主義の影響を受け、「女性」というカテゴリーの本質性も問われるようになった。現在は「第三世界の女性」「レズビアン女性」などの視点からのエコフェミニズム再考も行われている。
代表的なエコフェミニストには、キャロリン・マーチャント、ヴァンダナ・シヴァ、マリア・ミース、メアリー・メラー、スーザン・グリフィン、カレン・ウォレン、ヴァル・プラムウッドらがいる。日本では青木やよひ、綿貫礼子、萩原なつ子らがいる。
マーチャント（1994）はエコフェミニズムを4分類している。4分類とは、
1. リベラル・エコフェミニズム
2. カルチュラル・エコフェミニズム
3. ソーシャル・エコフェミニズム
4. ソーシャリスト・エコフェミニズム

である。
1.は既存の社会経済体制での男女平等と女性の環境運動への参加、2.は前近代的な自然・女性（性）の賞賛、3.はマレイ・ブクチンの唱えたソーシャル・エコロジーのフェミニスト版で社会経済体制の改革を、4.はソーシャリスト・エコロジーのフェミニスト版で3.と同様に社会経済体制の改革を、それぞれ志向する。日本では、エコフェミニズムをめぐって、80年代半ば上野千鶴子と「イリイチ流エコフェミニズム」「カルチュラル・エコフェミニズム」を標榜する青木やよひとの間に「青木・上野論争」が生じたが、その後、日本におけるエコフェミニズムは失速した。90年代半ばにはメラーやミースが来日し、エコフェミニズムの再考／再興が生じたが、これも一時的なものにとどまった。

## 具体的な運動
エコフェミニズムの具体的な運動としては、ノーベル平和賞を受賞したケニアのワンガリ・マータイによる「グリーン・ベルト・ムーブメント」、女性たちが木に抱きついて森林破壊に抵抗したインドの「チプコ運動」などが挙げられる。日本では北九州市の「青空がほしい運動」、滋賀県の「せっけん運動」などがあった。

## 批評
文芸評論の分野では、エコクリティシズムの1分野にエコフェミニズム批評がある。これはエコクリティシズムにエコフェミニズムの視点を取り入れたエコフェミニズム批評で、基本的にはテクストの批評である。その方法論としては、テクスト内での西洋的二元論の脱構築、エクリチュール・フェミニンの機能、女性／自然の表象の効果などが挙げられる。テリー・テンペスト・ウィリアムスの作品はエコフェミニズム批評の対象となる重要なネイチャーライティングである。代表的なエコフェミニズム批評家にはGreta GaardやPatrick Murphyらがいる。

## 人物
- フランソワーズ・ドボンヌ
- キャロリン・マーチャント
- ヴァンダナ・シヴァ
- マリア・ミース
- メアリー・メラー
- スーザン・グリフィン
- カレン・ウォレン
- ヴァル・プラムウッド
- エレン・スワロー・リチャーズ
- レイチェル・カーソン
- スターホーク
- en:Greta Gaard
- Patrick Murphy
- 青木やよひ
- 綿貫礼子
- 萩原なつ子